# 圣巴尔纳伯小广场

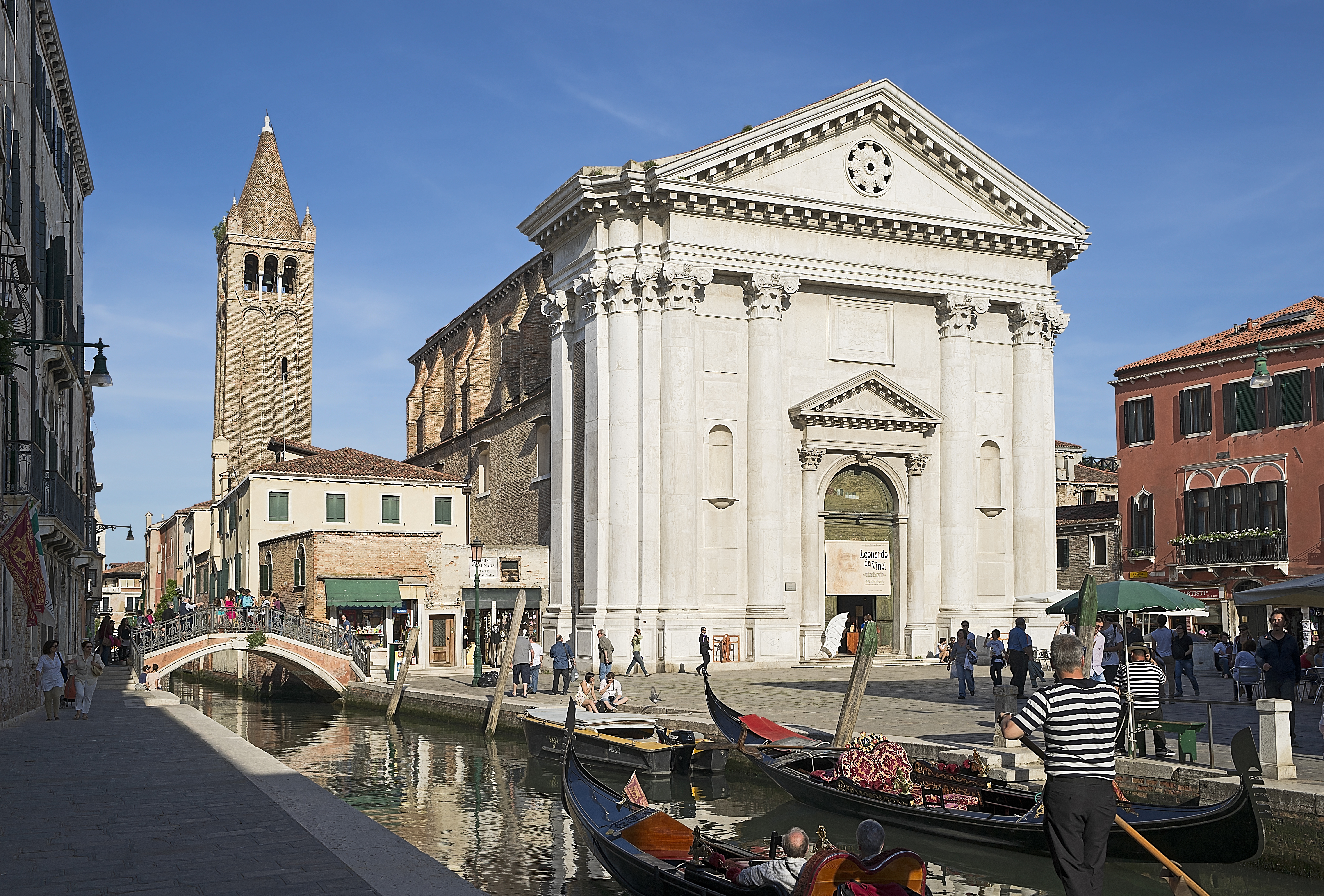
广场与美丽的教堂

圣巴尔纳伯小广场（Campo San Barnaba）是意大利威尼斯的一个小广场，位于多尔索杜罗区。
圣巴尔纳伯小广场位于连接学院桥（Ponte dell'Accademia）和罗马广场（Piazzale Roma）的主要路线上，广场上的主要建筑是圣巴尔纳伯教堂（chiesa di San Barnaba），其雄伟的新古典主义立面占据了广场的一侧。
由于此处景色壮观，常被用来作为电影场景。